# LEGO City

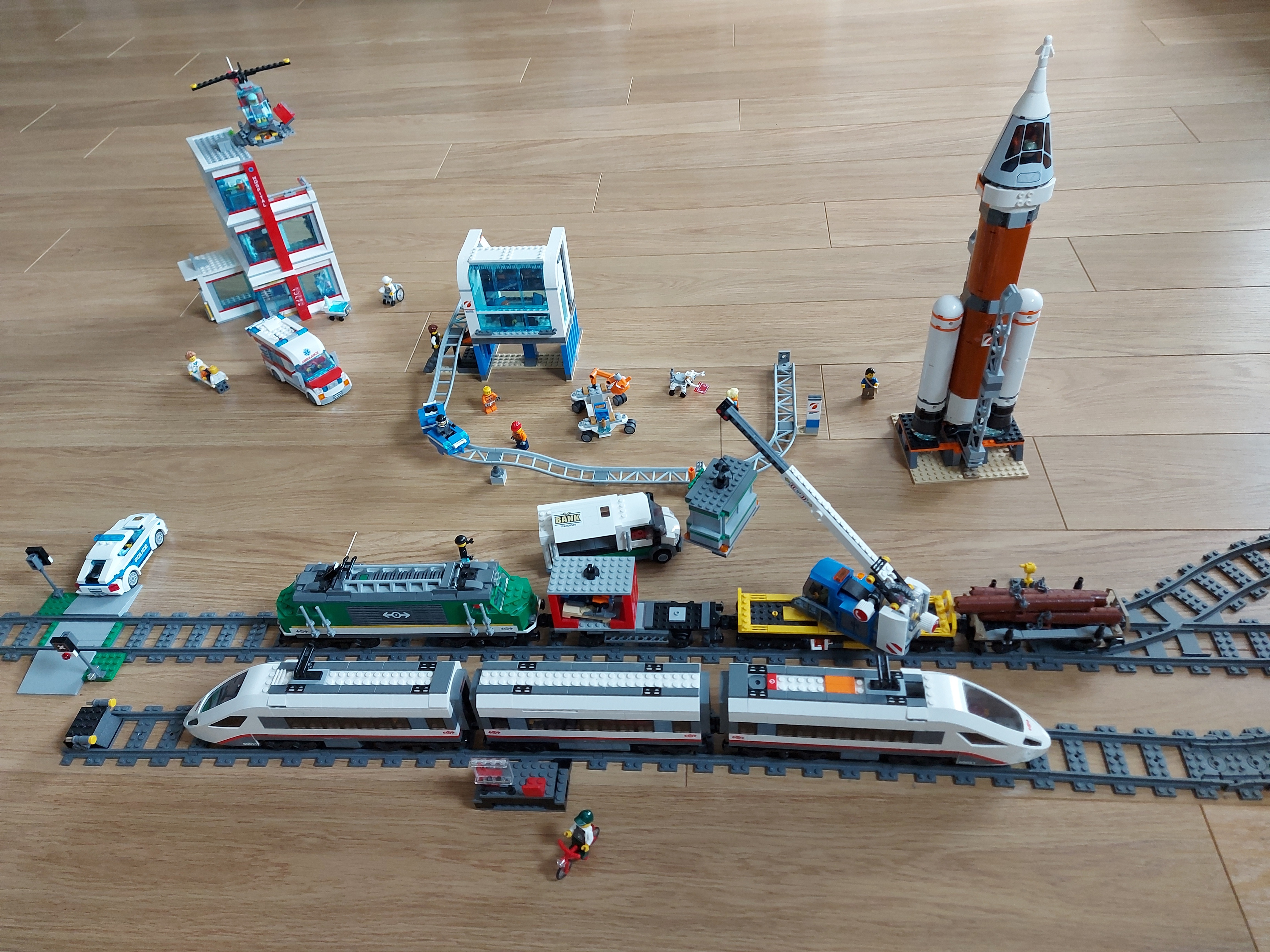
Verschillende sets van LEGO City, met twee treinen, een ziekenhuis en een lanceerbasis voor een ruimteraket

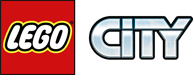
Logo van LEGO City

LEGO City is een serie van LEGO-sets rond het thema stad. In de serie zitten typische sets rond de thema's politie, brandweer, medische hulpdiensten, bouw, diensten, luchthaven, treinen, et cetera. Daarnaast zijn er vele thema's die eens in de zoveel jaar wijzigen.
Het thema werd geïntroduceerd in 1978 tegelijk met de nieuw ontworpen poppetjes, de zogenaamd Minifiguren. Het thema kwam samen met LEGO Castle en LEGO Space op de markt. Sindsdien werden de producten gecommercialiseerd onder namen als "Legoland", 1978 - 1989, "LEGO Town" 1990 - 1998 en ten slotte "LEGO World City". 2001 - 2004, Sinds 1999 - 2000 en in 2005 werd de naam LEGO City geïntroduceerd. De reeks bleef met zijn traditionele sets erg belangrijk voor LEGO. Het ruimtethema 1994, en de LEGO-treinen 1980, zijn later onderdeel van LEGO City geworden.
Tot 1992 werden de logo's van Shell en Esso gebruikt op de sets over tankstations. Sindsdien wordt het fictieve bedrijf Octan gebruikt. In The Lego Movie uit 2014 is Octan het bedrijf waar de hoofdpersoon werkt.
In 2012 werd LEGO Friends geïntroduceerd, een thema speciaal voor meisjes dat enigszins lijkt op LEGO City, maar zich onderscheidt door zich te richten op vriendschap, vakantie, het klimaat en vrije tijd.
Sinds juni 2019, met de komst van set 60231 en het televisieprogramma Lego City Adventures, dat in dezelfde maand begon, zitten er in sommige sets minifiguren van de serie.

## Games
LEGO City heeft in twee computerspellen een hoofdrol, namelijk LEGO City Undercover en LEGO City Undercover: The Chase Begins. Het eerstgenoemde spel gaat over politieman Chase McCain die zich kan vermommen en meesterdief Rex Fury moet arresteren. Het tweede spel vertelt het verhaal dat vooraf gaat aan het eerste spel. Hier is politieman Chase McCain nog een nieuwe politieagent.
Daarnaast verscheen LEGO City ook in het computerspel LEGO Dimensions. Het is een van de tientallen werelden in de game en kan vrijgespeeld worden door het kopen van een LEGO-set. Ook hier heeft Chase McCain een rol in het spel.